# Edward Law, 1. jarl af Ellenborough
Edward Law, 1. jarl af Ellenborough (født 8. september 1790, død 22. december 1871) var en britisk politiker. Han var søn af Edward Law, 1. baron Ellenborough. 
Ellenborough blev 1814 valgt til underhuset og arvede 1818 peersværdigheden. Han udmærkede sig tidlig ved sin veltalenhed og sin afgjort konservative holdning, hvortil vel også medvirkede, at han ved sit første ægteskab (1813-19) var svoger til Lord Castlereagh. Han tog især del i forhandlingerne om udenrigske spørgsmål, angreb 1823-25 skarpt Cannings frisindede politik, særlig godkendelsen af de sydamerikanske fristater, og optrådte 1828 som Tyrkiets forsvarer. I 1824 havde Ellenborough i andet ægteskab giftet sig med Jane Digby. De blev skilt 1830.
1828 blev han Lord Seglbevarer og kort efter minister for Indien indtil 1830, samt på ny under Robert Peel 1834-35. Han var 1832 en af valgreformens bitreste modstandere. Han sendtes 1842 som generalguvernør til Indien og bragte hurtig orden i dets forvirrede forhold. Han ledede 1842 hævntoget imod Kabul og Ghasna, men ville ikke udstrække det engelske herredømme over Afghanistan; derimod tilknyttede han Sindh for at have Indus fri som handelsvej, og 1843 tillige Mahratstaten Gwalior. 
Ellenborough søgte særlig at vinde hinduerne, i hvem han så naturlige støtter for Englands magt, medens muslimerne formentlig var dets uforsonlige fjender; han fejrede derfor sejren over afghanerne med stor højtidelighed som en straf for 800 års uret. I sin indres styrelse viste han stor kraft og dygtighed, men tillige megen selvrådighed; han blev derfor juni 1844 hjemkaldt af det ostindiske kompagnis direktører, medens ministeriet Peel billigede hans færd og ophøjede ham til jarl. Januar-juli 1846 var han minister for flåden. 
Ellenborough modsatte sig 1848 kraftig jødernes politiske ligestilling og rettede maj 1855 et skarpt angreb på krigsførelsen, særlig på toget til Krim, medens han erkendte krigen for at være retfærdig og nødvendig for at hindre Ruslands overmagt. I 1858 blev Ellenborough igen minister for Indien, men måtte snart trække sig tilbage for en dadelserklæring af underhuset, fordi han i en skrivelse til vicekongen Canning havde misbilliget hans færd over for oprørerne i Audh. Derimod var det efter hans forslag fra 1852, at Indiens fremtidige styrelse ordnedes af hans eftermand.
Senere optrådte Ellenborough gentagne gange i overhuset som talsmand for en højsindet og vidtskuende udenrigspolitik; han krævede 1861 Roms rømning af de franske tropper, ophør af pavens verdslige magt og Venetiens afståelse til Italien, udtalte 1863 varm deltagelse for Polen og forsvarede 1864 Danmarks ret, samt beklagede bittert, at intet af Englands store partier var villigt til at optræde med kraft udadtil. I 1867 gjorde han alene i hele overhuset indsigelse imod valgreformen og 1869 tillige med Jarl Derby imod den irske statskirkes ophævelse, idet han blev sin konservative opfattelse tro indtil det sidste.